# Mistrzostwa Europy w Wioślarstwie 1913
21. Mistrzostwa Europy w Wioślarstwie odbyły się w dniu 24 sierpnia 1913 r. w belgijskiej Gandawie (po raz 2. w historii). Zawodnicy rywalizowali w 5 konkurencjach wioślarskich na pobliskim kanale łączącym belgijską Gandawę z holenderskim Terneuzen. 

## Medaliści
| Konkurencja                 | Złoto | Srebro | Brąz | Źródło      |
| --------------------------- | --- | --- | --- | ----------- |
| M1x (jedynka)               | Friedrich Graf | – | – | [ 1 ]       |
| M2x (dwójka podwójna)       | Francja Hermann Barrelet · Anatol Peresselenzeff | Włochy Giuseppe Sinigaglia · Nino Torlaschi | Cesarstwo Niemieckie Bernhard von Gaza · Wenzel Joesten | [ 2 ] [ 3 ] |
| M2+ (dwójka ze sternikiem)  | Francja Gabriel Poix · Maurice Monney-Bouton · Paul Thivans (sternik) | Szwajcaria Charles Holzmann · Alfred Felber | Włochy Franco Gianolio · Giorgio Lajolo · Gustavo Canton (sternik) | [ 4 ] [ 3 ] |
| M4+ (czwórka ze sternikiem) | Szwajcaria Hans Walter · Max Rudolf · Paul Schmid · Walter Schoeller · Charles Muhr (sternik)                                                                                                   | Cesarstwo Niemieckie Werner Furthmann · Max Vetter · Oscar Cordes · Lorenz Eismayer · Johann-Baptist Strohschnitter (sternik)                     | Francja | [ 5 ]       |
| M8+ (ósemka)                | Cesarstwo Niemieckie Werner Furthmann · Josef Fremersdorf · Richard Piez · Kurt Hoffmann · Oscar Cordes · Max Vetter · Georg Oertel · Lorenz Eismayer · Johann-Baptist Strohschnitter (sternik) | Szwajcaria Hans Walter · Max Rudolf · Paul Schmid · Fritz Bon · Georges Thoma · Wilhelm Walter · H. Studer · Walter Schoeller · A. Wolf (sternik) | Włochy Emilio Lucca · Enrico Marinoni · Ettore Lucioni · Giuseppe Sinigaglia · Franco Lajolo · Giorgio Gianolio · Nino Torlaschi · Alfredo Taroni · Plinio Urio (sternik) | [ 6 ]       |

## Klasyfikacja medalowa
| Miejsce | Reprezentacja        | Złoto | Srebro | Brąz | Razem |
| ------- | -------------------- | ----- | ------ | ---- | ----- |
| 1.      | Cesarstwo Niemieckie | 2     | 1      | 1    | 4     |
| 2.      | Francja              | 2     | 0      | 1    | 3     |
| 3.      | Szwajcaria           | 1     | 2      | 0    | 3     |
| 4.      | Włochy               | 0     | 1      | 2    | 3     |
| Razem   | Razem                | 5     | 4      | 4    | 13    |